# Секунська сільська рада
| Секунська сільська рада — орган місцевого самоврядування у Старовижівському районі Волинської області з адміністративним центром у с. Секунь. Сільській раді підпорядковані населені пункти: - с. Секунь |

## Склад ради
Рада складається з 12 депутатів та голови.

### Керівний склад ради
| ПІБ                      | Основні відомості                                                 | Дата обрання | Дата звільнення |
| ------------------------ | ----------------------------------------------------------------- | ------------ | --------------- |
| Костючик Надія Панасівна | Сільський голова, 1963 року народження, освіта, позапартійна      | 26.03.2006   | 31.10.2010      |
| Костючик Надія Панасівна | Сільський голова, 1963 року народження, освіта вища, позапартійна | 31.10.2010   |                 |

Примітка: таблиця складена за даними джерела

## Населення
Згідно з переписом УРСР 1989 року чисельність наявного населення сільської ради становила 652 особи, з яких 309 чоловіків та 343 жінки.
За переписом населення України 2001 року в сільській раді мешкало 590 осіб.

### Мова
Розподіл населення за рідною мовою за даними перепису 2001 року:
| Мова       | Відсоток |
| ---------- | -------- |
| українська | 99,15 %  |
| російська  | 0,51 %   |
| білоруська | 0,34 %   |